# 見立て
見立て（みたて）とは、
- 見て、選び定めること[1]。
  - 選定、鑑定[1]
  - 診断[1]
- なぞらえること。
- （芸術の技法）対象を、他のものになぞらえて表現すること[1]。

丸谷才一は山崎正和との対談『半日の客 一夜の友』（文春文庫）は「日本人の見立て好き」を論じている。文化人類学者・川田順造は見立ては「対象を別の物になぞらえ、実在しないものをあるように思い描く」といい、日本文化の奥行きを深めたという。

## 見てから選ぶこと
選定
伝統的に、自分の目で見てから選ぶことを「見立て」と言った。
例えば、江戸時代、呉服などを自分の目で見て選ぶことも「見立て」と言った。
また、遊郭などで客が相手となる遊女を選ぶことも「見立て」と言った。
診断
伝統的に、医者が病人を見て（診て）、あらかじめ定められたどの分類に当てはまっているのか選ぶことも「見立て」と言う。つまり現代では「診断」と呼ばれていることにおおむね相当する。

## 芸術の技法
芸術の分野で言う「見立て」とは、対象を他のものになぞらえて表現することである。別の言い方をすると、何かを表現したい時に、それをそのまま描くのではなく、他の何かを示すことによって表現することである。日本の様々な芸術で、この「見立て」の技法が用いられている。例えば和歌、俳諧、戯作文学、歌舞伎などで用いられている。喩えているとは示さずに喩えていることが多く、その場合、欧米の学術用語で言うメタファーに相当する。
庭園
日本庭園ではしばしば（あるいはほとんどの場合）なんらかの「見立て」の技法が用いられている。たとえば枯山水では、白砂や小石（の文様）が「水の流れ」に見立てられる。その「水の流れ」が無常を表しているともされる。日本庭園では庭を宇宙に見立てている、とも言う。箱庭、盆景、盆栽、水石などが代表例。
絵画
浮世絵等で描かれた手法｡題材を古典文学や故事、伝説、史実などにとりながら、時代を超越して、当世風の人物や背景で表現した絵画の総称。

文学
前述のように日本で和歌、俳諧、戯作文学、歌舞伎などで見立てが用いられており、日本文学の価値を高めている。
文人の遊びとしても、ひとつの流れを作っており、一種の言葉遊びとなっている場合もある。「比喩遊び」とも言う。
落語
落語では、扇子や手拭いだけを用いて様々な情景を表すが、これも一種の見立てである。たとえば扇子を閉じた状態で、ある時はこれを煙管に見立て、煙管として使ってみせ、又あるときはこれを箸に見立て、蕎麦をすすってみせる、という具合である。また、見立て落ちと言う落ちの分類や「お見立て」と言う演目もある。
日本のミステリー
ミステリー分野では見立て殺人と呼ばれる類別が存在する。例えば横溝正史の金田一耕助シリーズには見立てによる殺人現場がしばしば顔を出す。代表作の1つ『獄門島』では三人の被害者がそれぞれ三つの俳句の見立ての形で殺される。殺した少女の足を帯で縛り、庭の桜から逆さ吊りにしたのは「鶯の 身を逆さまに 初音かな」（宝井其角）の見立てであった。